# Тизенгаузен, Ганс Дидрих фон
Барон Ганс Ди́дрих фон Тизенга́узен (нем. Hans Diedrich von Tiesenhausen; 22 февраля 1913, Рига, Российская империя — 17 августа 2000, Ванкувер, Канада) — остзейский барон из рода Тизенгаузенов, офицер-подводник, капитан-лейтенант кригсмарине (1 января 1942 года).

## Биография
До революции Тизенгаузены состояли на царской службе. Ганс Дидрих 26 сентября 1934 года вступил во флот кадетом. 1 апреля 1937 года произведён в лейтенанты.

## Вторая мировая война
В декабре 1939 года переведён в подводный флот и назначен вторым помощником на U-23, которой командовал капитан-лейтенант Отто Кречмер. Фон Тизенгаузен разделял взгляды Кречмера на тактику применения подводных лодок, подразумевающую дерзкие неожиданные прорывы охранения целей с последующим их потоплением с небольшой дистанции.
Тизенгаузен участвовал в трёх боевых патрулях, за время которых лодка потопила пять судов и эсминец.
С июля 1940 года первый помощник командира U-93. Совершил на ней два похода.
31 марта 1941 года назначен командиром U-331, на которой совершил 10 боевых походов (проведя в море в общей сложности 242 суток).
25 ноября 1941 года потопил в районе Тобрука (Северная Африка) английский линейный корабль «Бархэм» тремя торпедами. Несмотря на тяжёлые повреждения, которые получила лодка, атакованная судами сопровождения, Тизенгаузену удалось уйти от погони и вернуться на базу.
7 декабря 1941 года награждён Железным крестом 1-го класса, а 27 января 1942 года — Рыцарским крестом. За «Бархэм» Бенито Муссолини наградил Тизенгаузена высшей военной наградой Италии — Золотой медалью за храбрость.
Всего за время войны Тизенгаузен потопил 2 судна общим тоннажем 40 235 брт и повредил 1 судно водоизмещением 372 брт.
17 ноября 1942 года лодка U-331 была потоплена. Тизенгаузен и ещё 15 выживших членов команды были захвачены в плен. Первоначально содержался в лагере для военнопленных в Великобритании, а затем 3 года в Канаде. В 1947 году вернулся в Германию, работал столяром. Осенью 1951 года переехал на постоянное жительство в Канаду. Жил в Ванкувере, работал по дизайну интерьера и фотографом.

## Награды
- Железный крест 2-го класса (30 января 1940)
- Нагрудный знак подводника (26 февраля 1940)
- Медаль «В память 22 марта 1939 года» («Мемельская медаль») (25 июня 1940)
- Медаль «В память 1 октября 1938 года» («Судетская медаль») (6 сентября 1940)
- Железный крест 1-го класса (7 декабря 1940)
- Рыцарский крест Железного креста (27 января 1942)
- Упоминался в «Вермахтберихт» (26 ноября 1941, 27 января 1942)